# Lista de prefeitos de Laguna
Esta é a lista de prefeitos do município de Laguna, estado brasileiro de Santa Catarina:
A Cidade Histórica de Laguna, no estado de Santa Catarina, teve ao longo de sua história um grande período político, da dominação portuguesa à República Juliana.

## Prefeitos do município de Laguna
| Nº | Nome                               | Imagem                | Partido                                          | Início do mandato       | Fim do mandato                                   | Observações |
| 1  | Gil Ungaretti                      |                       | Aliança Liberal AL                               | 12 de outubro de 1930   | 28 de outubro de 1930                            | Prefeito nomeado pelo interventor federal no estado de Santa Catarina durante a Revolução de 1930, ficou no cargo somente até a vitória da revolução. (16 dias)          |
| 2  | José Fernandes Martins             |                       | Aliança Liberal AL                               | 28 de outubro de 1930   | 29 de outubro de 1932                            | Prefeito nomeado pelo interventor federal no estado de Santa Catarina durante a Revolução de 1930, faleceu no exercício do cargo. (1 ano e 10 meses)                     |
| 3  | Antônio Batista da Silva           |                       | Aliança Liberal AL                               | 30 de outubro de 1932   | 23 de maio de 1933                               | Prefeito nomeado pelo interventor federal no estado de Santa Catarina, após falecimento do antecessor durante a Revolução de 1930. (6 meses)                             |
| 4  | Giocondo Tasso                     |                       | Aliança Liberal AL                               | 24 de maio de 1933      | 5 de janeiro de 1948                             | Prefeito nomeado pelo interventor federal no estado de Santa Catarina, após a demissão do antecessor durante a Revolução de 1930. (14 anos e 7 meses)                    |
| 5  | Antônio Bittencourt                |                       | Partido Social Democrático PSD                   | 5 de janeiro de 1948    | 30 de janeiro de 1952                            | Prefeito eleito em sufrágio universal (4 anos) |
| 6  | Paulo Carneiro                     |                       | Partido Social Democrático PSD                   | 31 de janeiro de 1952   | 30 de janeiro de 1955                            | Prefeito eleito em sufrágio universal (2 anos e 11 meses) |
| 7  | Walmor de Oliveira                 |                       | Partido Social Democrático PSD                   | 31 de janeiro de 1955   | 30 de janeiro de 1959                            | Prefeito eleito em sufrágio universal, renunciou ao cargo (3 anos e 11 meses)                                                                                            |
| 8  | José Duarte Freitas                |                       | Partido Social Democrático PSD                   | 30 de janeiro de 1959   | 31 de janeiro de 1961                            | Eleito indiretamente pela câmara de vereadores, assumiu após renúncia do titular (2 anos)                                                                                |
| 9  | Paulo Carneiro                     |                       | Partido Social Democrático PSD                   | 31 de janeiro de 1961   | 15 de fevereiro de 1965                          | Prefeito eleito em sufrágio universal, renunciou ao cargo (4 anos) |
| 10 | Pompílio Pereira Bento             |                       | Partido Social Democrático PSD                   | 15 de fevereiro de 1965 | 31 de janeiro de 1966                            | Eleito indiretamente pela câmara de vereadores, assumiu após renúncia do titular (11 meses)                                                                              |
| 11 | Juaci Ungaretti                    |                       | Partido Trabalhista Brasileiro PTB               | 31 de janeiro de 1966   | 31 de janeiro de 1970                            | Prefeito eleito em sufrágio universal (4 anos) |
| 12 | Saul Ulysséa Baião                 |                       | Aliança Renovadora Nacional ARENA                | 31 de janeiro de 1970   | 31 de janeiro de 1973                            | Prefeito eleito em sufrágio universal (3 anos) |
| 13 | Francisco de Assis Soares          |                       | Aliança Renovadora Nacional ARENA                | 31 de janeiro de 1973   | 1º de fevereiro de 1975                          | Prefeito eleito (devido a seu governo popular e voltado aos que mais precisavam, foi perseguido pela ditadura militar, preso, torturado e forçado a se afastar) (2 anos) |
| 14 | Venâncio Luiz Vieira               |                       | Aliança Renovadora Nacional ARENA                | 1º de fevereiro de 1975 | 31 de janeiro de 1977                            | Vice-prefeito eleito, assumiu após afastamento do titular (1 ano e 11 meses)                                                                                             |
| 15 | Mario José Remor                   |                       | Aliança Renovadora Nacional ARENA                | 1º de fevereiro de 1977 | 14 de março de 1983                              | Prefeito eleito em sufrágio universal (6 anos e 3 meses) |
| 16 | João Gualberto Pereira             |                       | Partido Democrático Social PDS                   | 15 de março de 1983     | 31 de dezembro de 1988                           | Prefeito eleito em sufrágio universal (5 anos e 9 meses) |
| 17 | Nelson Abrahão Netto               |                       | Partido do Movimento Democrático Brasileiro PMDB | 1º de janeiro de 1989   | 31 de dezembro de 1992                           | Prefeito eleito em sufrágio universal (4 anos) |
| 18 | Jorge Tadeu Zanini                 |                       | Partido Democrático Social PDS                   | 1º de janeiro de 1992   | 6 de julho de 1994                               | Prefeito eleito. Sofreu processo de impeachment (4 anos) |
| 19 | Nazil Bento Junior                 |                       | Partido da Frente Liberal PFL                    | 7 de julho de 1994      | 31 de dezembro de 1996                           | Vice-prefeito eleito. Assumiu após impeachment (4 anos) |
| 20 | João Gualberto Pereira             |                       | Partido Progressista Brasileiro PPB              | 1º de janeiro de 1997   | 31 de dezembro de 2000                           | Prefeito eleito em sufrágio universal (4 anos) |
| 21 | Adílcio Cadorin                    |                       | Partido Democrático Trabalhista PDT              | 1º de janeiro de 2001   | 31 de dezembro de 2004                           | Prefeito eleito em sufrágio universal (4 anos) |
| 22 | Célio Antônio                      |                       | Partido dos Trabalhadores PT                     | 1º de janeiro de 2005   | 31 de dezembro de 2008                           | Prefeito eleito em sufrágio universal |
| 22 | Célio Antônio                      | 1º de janeiro de 2009 | Partido dos Trabalhadores PT                     | 31 de dezembro de 2012  | Prefeito reeleito em sufrágio universal (8 anos) | |
| 23 | Everaldo dos Santos                |                       | Partido do Movimento Democrático Brasileiro PMDB | 1º de janeiro de 2013   | 31 de dezembro de 2016                           | Prefeito eleito em sufrágio universal (4 anos) |
| 24 | Mauro Candemil                     |                       | Partido do Movimento Democrático Brasileiro PMDB | 1º de janeiro de 2017   | 31 de dezembro de 2020                           | Prefeito eleito em sufrágio universal (4 anos) |
| 25 | Samir Azmi Ahmad, Samir do Kilojão |                       | Partido Social Liberal PSL                       | 1º de janeiro de 2021   | 31 de dezembro de 2024                           | Prefeito eleito em sufrágio universal (4 anos) |
| 26 | Peterson Crippa da Silva           |                       | Partido Liberal PL                               | 1° de janeiro de 2025   | Atualidade                                       | Prefeito eleito em sufrágio universal (4 anos) |

Legenda
| cor        | significado                                                                                  |
| verde      | mandatários eleitos por votação direta ou indireta (pela câmara municipal)                   |
| bege       | mandatários nomeados diretamente pelo governo central em épocas de convulsão político-social |
| Azul claro | Vice-prefeitos que assumiram o cargo de prefeito.                                            |

### Livros
- ZANELATTO, João Henrique. De olho no poder: o integralismo e as disputas políticas em Santa Catarina na era Vargas. Criciúma

### Trabalhos acadêmicos
- SILVA, Greice Kelly Kila. Disputa pelo poder em Laguna: da consolidação dos liberais à ascensão de Giocondo Tasso. Criciúma: UNESC. Coleção Sul, 2012.

### Documentos oficiais
- TRIBUNAL REGIONAL ELEITORAL DE SANTA CATARINA. Relação dos Prefeitos e Vice Prefeitos dos municípios de Santa Catarina. Santa Catarina: Tribunal Regional Eleitoral de Santa Catarina, 1965.
- TRIBUNAL REGIONAL ELEITORAL DE SANTA CATARINA. Ata Geral da Apuração das eleições municipais de 1966 da Cidade da Laguna. Santa Catarina: Tribunal Regional Eleitoral de Santa Catarina, 1966.
- TRIBUNAL REGIONAL ELEITORAL DE SANTA CATARINA. Ata Geral da Apuração das eleições municipais de 1969 da Cidade da Laguna. Santa Catarina: Tribunal Regional Eleitoral de Santa Catarina, 1969.
- TRIBUNAL REGIONAL ELEITORAL DE SANTA CATARINA. Ata Geral da Apuração das eleições municipais de 1972 da Cidade da Laguna. Santa Catarina: Tribunal Regional Eleitoral de Santa Catarina, 1972.
- TRIBUNAL REGIONAL ELEITORAL DE SANTA CATARINA. Ata Geral da Apuração das eleições municipais de 1976 da Cidade da Laguna. Santa Catarina: Tribunal Regional Eleitoral de Santa Catarina, 1976.
- TRIBUNAL REGIONAL ELEITORAL DE SANTA CATARINA. Ata Geral da Apuração das eleições municipais de 1988 da Cidade da Laguna. Santa Catarina: Tribunal Regional Eleitoral de Santa Catarina, 1988.

1. ↑  «Apuração das Eleições em Laguna (SC) | Eleições 2024». G1. Consultado em 3 de junho de 2025